# Jadwiga Pawińska
Jadwiga Pawińska z Findeisenów (ur. 25 maja 1868 w Warszawie, zm. 1 listopada 1942 tamże) – polska działaczka społeczna i charytatywna, radna Warszawy, członkini Rady Naczelnej Narodowej Organizacji Kobiet.  

## Życiorys
Otrzymała wykształcenie domowe.
Była opiekunką ochronki ósmej w ramach Warszawskiego Towarzystwa Dobroczynności. Należała do Polskiego Towarzystwa Krajoznawczego i Towarzystwa Miłośników Przyrody. Od 1893 była członkinią zarządu Towarzystwa Kolonii Letnich dla Dzieci. W 1913 została członkinią zarządu Szpitala dla Dzieci im. Karola i Marii.
W latach I wojny światowej pracowała w wydziale oświaty Komitetu Obywatelskiego i w Radzie Głównej Opiekuńczej. Była członkinią Centralnego Komitetu Pomocy dla Dzieci.
W 1918 została prezesem Towarzystwa Kolonii Letnich dla Dzieci. Przez kilka kadencji była członkinią rady do spraw kolonii przy Ministerstwie Opieki Społecznej oraz komisji wojewódzkiej do spraw kolonii. Założyła i była członkinią rady fundacji Warszawskiej Szkoły Pielęgniarek. Od 24 marca 1919 do 11 kwietnia 1927 sprawowała mandat radnej Warszawy z listy Narodowego Komitetu Wyborczego. Należała do Koła Narodowego. Pracowała w komisji oświatowej i finansowo-budżetowej, a także była delegatką wydziału opieki społecznej. Była członkinią Rady Naczelnej Narodowej Organizacji Kobiet.
Została wypchnięta z tramwaju przez napierający tłum, w wyniku czego doznała zmiażdżenia nogi i ręki. W stanie ciężkim została przewieziona do szpitala św. Ducha, gdzie zmarła 1 listopada 1942. Została pochowana na cmentarzu Powązkowskim w Warszawie (kwatera 207-6-24, 25, 26).

## Rodzina
Pochodziła z rodziny wyznania ewangelicko-augsburskiego. Była córką Gustawa Findeisena, dyrektora Kolei Warszawsko-Wiedeńskiej i działacza narodowego, oraz Pelagii z Rodysów. Jej bratankiem był prof. Władysław Findeisen, a bratanicą Krystyna Tustanowska, pedagog i filolog. 18 października 1886 w kościele Wszystkich Świętych w Warszawie wyszła za mąż za Józefa Pawińskiego, lekarza kardiologa, z którym miała syna Tadeusza i córkę Wandę.

## Ordery i odznaczenia
- Krzyż Kawalerski Orderu Odrodzenia Polski (2 maja 1922)[3][15][a]